# Ik huurde deze kamer
Ik huurde deze kamer is een hoorspel van Wim Bischot. De AVRO zond het uit op donderdag 6 april 1972, van 21:45 uur tot 22:30 uur (met een herhaling op zondag 9 augustus 1992). De regisseur was Dick van Putten.

## Rolbezetting
- Bob Verstraete (de man die vertelde)
- Elisabeth Versluys (Claire)
- Willy Ruys (de knecht)
- Martin Simonis (een chauffeur)
- Maarten Kapteijn (een barkeeper)
- Joke Hagelen (madame)
- Maria Lindes & Gerrie Mantel (twee barmeisjes)

## Inhoud
De herinneringen die de man in een Parijse hotelkamer ophaalt zijn niet van opgewekte aard. Vijf jaar geleden was het hem gelukt in het bezit te komen van een belangrijke formule van een Franse farmaceutische fabriek dankzij een meisje dat daar werkte. Dan haalt hij Claire, een prostituee, met valse beloften over de microfilms voor hem naar Engeland te brengen. Nu is hij terug in Parijs om haar uit te leggen waarom hij zijn belofte niet kon houden. Waar en hoe zal hij haar terugzien…?